# Birkart Globistics
Die Birkart Globistics GmbH & Co. Logistik und Service KG war ein Unternehmen mit Hauptsitz in Aschaffenburg, die von 1877 bis 2008 existierte. In den Geschäftsfeldern Luft- und Seefracht erwirtschafteten zuletzt rund 1.700 Mitarbeiterinnen und Mitarbeiter einen Jahresumsatz von 380 Millionen Euro.
Das Unternehmen wurde 2002 von Thiel Logistik gekauft und als rechtlich selbstständiges Tochterunternehmen fortgeführt. Mit der Umbenennung des gesamten Konzerns in Logwin AG wurde Birkart 2008 in Logwin Air + Ocean Deutschland GmbH umfirmiert und mit weiteren Gesellschaften verschmolzen.

## Unternehmensgeschichte
1877 machte sich Gabriel Birkart in Aschaffenburg mit einem Transportunternehmen selbstständig. 1901 wurde das Unternehmen von seinem Sohn Johann Birkart weitergeführt. Nach dessen Tod 1933 übernahm sein erst 19-jähriger Sohn Hans Birkart die Geschäftsführung. 1937 richtete das inzwischen landesweit tätige Unternehmen in Würzburg eine erste Zweigstelle ein. Nach dem Wiederaufbau in der Nachkriegszeit folgten weitere Standorte in anderen deutschen Städten.
1956 bot Birkart erstmals internationale Transporte nach Italien an. 1957 errichtete das Unternehmen in Österreich seine erste Auslandsniederlassung. 1964 gründeten Johann Birkart und Thomas Dachser die Deutsche Kleiderspedition (DKS) mit Sitz in Aschaffenburg, einem der traditionellen Zentren der deutschen Textilindustrie, die als Innovation den hängenden Kleiderversand einführte. Nachdem Thomas Dachser mit den erzielten Gewinnen unzufrieden war, verkaufte er seine Anteile an Johann Birkart und investierte das Geld in seine Frischdienst Schiene.  1967 eröffnete Birkart in Frankfurt am Main die erste Luftfrachtabteilung. In den 1970er Jahren expandierte das Logistikunternehmen auf andere Kontinente: 1972 wurde in Hongkong die erste Niederlassung in Asien eingerichtet, im selben Jahr in Brasilien die erste Niederlassung in Amerika und 1976 in Südafrika die erste Niederlassung auf dem afrikanischen Kontinent. Mit Gründung der Niederlassung im australischen Sydney 1989 war Birkart schließlich auf allen Kontinenten vertreten.
Neben dem Aufbau eigener Niederlassungen erhöhte das Unternehmen seine Präsenz durch den Verbund mit Kooperationspartnern: 1986 mit der Stückgut-Kooperation „System-Gut Logistik Service“, 1998 mit der Luftfracht-Kooperation „Future“ und 1999 mit der Seefrachtkooperation „Group 99“ sowie nachfolgend der „Global Container Group“. Im Jahr 2008 gab Birkart die Anzahl eigener Niederlassungen mit „mehr als 95“ an und die Anzahl der Standorte, an denen es insgesamt vertreten war, mit „über 200“.
Im Jahr 2000 wandelten die Eigentümer Birkart Globistics in eine Aktiengesellschaft um. Im folgenden Jahr übernahm Hans-Dieter Birkart, der Urenkel des Firmengründers, den Vorstandsvorsitz. 2002 kaufte Günter Thiel das Unternehmen und fügte es als rechtlich selbstständige bleibende Firma in den Verbund seiner Thiel Logistik AG ein. 2003 zog sich Hans-Dieter Birkart aus dem Unternehmen zurück.
2002 hatte die Delton AG, deren Alleininhaber der Unternehmer Stefan Quandt ist, die Aktienmehrheit der Thiel AG gekauft. In den Folgejahren musste der Konzern nach seiner raschen Expansion vor einer drohenden Insolvenz gerettet werden. Nach der Krise wurden die Unternehmen massiv umstrukturiert. Ab 2005 fungierte Birkart Globistics Air + Ocean als Spezialist für Luft- und Seefracht, in dem die bisherigen Luft- und Seefrachtaktivitäten aller Thiel-Tochterunternehmen gebündelt wurden. Die Deutsche Kleiderspedition wurde als Thiel FashionLifestyle zu einem rechtlich eigenständigen Unternehmen. 2008 wurde die Thiel AG in Logwin AG umbenannt. Auch alle Tochtergesellschaften wurden auf die neue Marke umfirmiert, Birkart wurde zur Logwin Air + Ocean Deutschland GmbH.